# Everode
Everode là một thị xã ở huyện Hildesheim trong bang Niedersachsen, Đức. Đô thị Everode có diện tích 6,1 km², dân số thời điểm ngày 31 tháng 12 năm 2006 là 527 người.